# Pine Level (Carolina del Norte)
Pine Level trazado en 1872 es un pueblo ubicado en el condado de Johnston en el estado estadounidense de Carolina del Norte. La localidad en el año 2000, tenía una población de 2.768 habitantes en una superficie de 2,7 km², con una densidad poblacional de 478,4 personas por km².

## Geografía
Pine Level se encuentra ubicado en las coordenadas 35°30′37″N 78°14′45″O / 35.51028, -78.24583. Según la Oficina del Censo, la localidad tiene un área total de 2,7 km² (1 mi²), de la cual 2,7 km² (1 mi²) es tierra y 0 km² (0 mi²) (0.0%) es agua.

### Localidades adyacentes
El siguiente diagrama muestra a las localidades en un radio de 12 kilómetros (7,5 mi) de Pine Level.

## Demografía
En el 2000 la renta per cápita promedia del hogar era de $31.250, y el ingreso promedio para una familia era de $40.227. El ingreso per cápita para la localidad era de $16.384. En 2000 los hombres tenían un ingreso per cápita de $31.033 contra $22.222 para las mujeres. Alrededor del 13.0% de la población estaba bajo el umbral de pobreza nacional.